# 레이몬드 펠튼

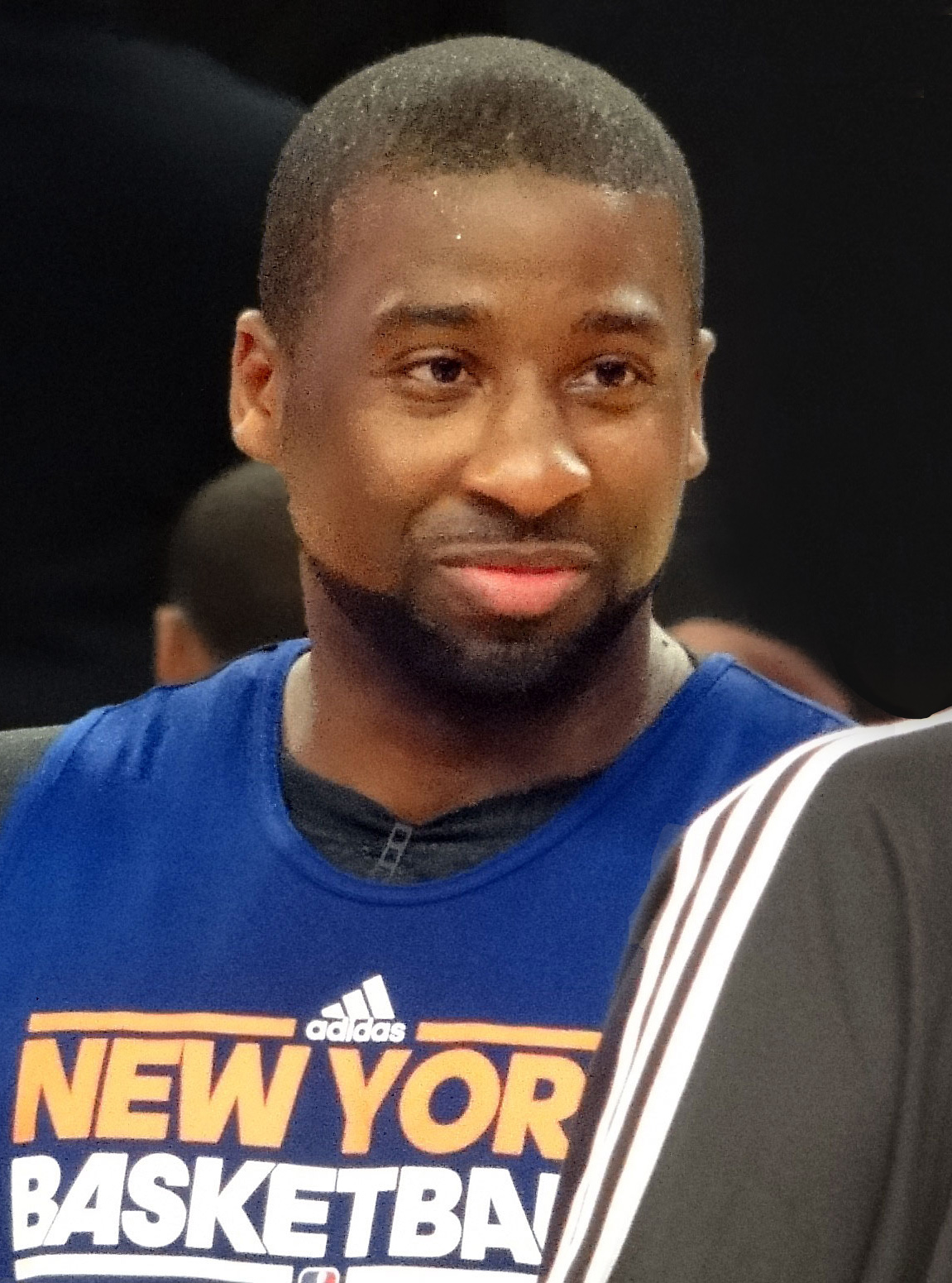

레이몬드 펠튼(Raymond Felton, 본명: 레이몬드 버나드 펠튼 주니어, Raymond Bernard Felton Jr., 1984년 6월 26일 ~ )는 전미 농구 협회(NBA)에서 14시즌을 뛰었던 미국의 전직 프로 농구 선수이다. 펠튼은 노스캐롤라이나 대학교 감독 로이 윌리엄스 밑에서 대학 농구를 했다.
노스캐롤라이나에서 펠튼은 NBA 드래프트를 선언하기 전에 타 힐스를 전국 챔피언십으로 이끌었다. 펠튼은 2005년 NBA 드래프트에서 전체 5순위로 드래프트되었다. 그의 경력 기간 동안 펠튼은 샬럿 밥캐츠, 뉴욕 닉스(2회), 덴버 너게츠, 포틀랜드 트레일블레이저스, 댈러스 매버릭스, 로스앤젤레스 클리퍼스 및 오클라호마시티 썬더의 멤버였다. 포인트 가드 포지션을 맡았다.

## 경력
- 샬럿 밥캣츠(2005~2010)
- 뉴욕 닉스(2010~2011)
- 덴버 너기츠(2011)
- 포틀랜드 트레일 블레이저스 (2011-2012)
- 뉴욕 복귀(2012~2014)
- 댈러스 매버릭스(2014~2016)
- 로스앤젤레스 클리퍼스(2016~2017)
- 오클라호마시티 썬더(2017~2019)